# Сеньківська сільська рада (Городнянський район)
Сенькі́вська сільська́ ра́да — адміністративно-територіальна одиниця та орган місцевого самоврядування в Городнянському районі Чернігівської області. Адміністративний центр — село Сеньківка.

## Загальні відомості
Сеньківська сільська рада утворена у 1975 році.
- Територія ради: 22,03 км²
- Населення ради: 288 осіб (станом на 2001 рік)

## Населені пункти
Сільській раді підпорядковані населені пункти:
- с. Сеньківка
- с. Берилівка

## Склад ради
Рада складається з 12 депутатів та голови.
- Голова ради: Голован Юрій Васильович
- Секретар ради: Калівошко Олена Миколаївна

### Керівний склад попередніх скликань
| Прізвище, ім'я, по батькові | Основні відомості                                                         | Дата обрання | Дата звільнення |
| --------------------------- | ------------------------------------------------------------------------- | ------------ | --------------- |
| Голован Юрій Васильович     | Сільський голова, 1963 року народження, освіта вища, член Народної партії | 26.03.2006   | 31.10.2010      |
| Голован Юрій Васильович     | Сільський голова, 1963 року народження, освіта вища, член Партії регіонів | 31.10.2010   |                 |

Примітка: таблиця складена за даними сайту Верховної Ради України

### Депутати
За результатами місцевих виборів 2010 року депутатами ради стали:

#### За суб'єктами висування
| Суб'єкт висування                                       | Кількість обраних депутатів | %    |
| ------------------------------------------------------- | --------------------------- | ---- |
| Самовисування                                           | 5                           | 41,7 |
| Партія регіонів                                         | 4                           | 33,3 |
| Єдиний Центр                                            | 2                           | 16,7 |
| Політична партія Всеукраїнське об'єднання «Батьківщина» | 1                           | 8,3  |

#### За округами
| № округу                                                | Прізвище, ім'я, по батькові  | Дата визнання обраним | Освіта  | Партійна приналежність                        | Відомості про обраного депутата                    |
| ------------------------------------------------------- | ---------------------------- | --------------------- | ------- | --------------------------------------------- | -------------------------------------------------- |
| Єдиний Центр                                            |                              |                       |         |                                               |                                                    |
| 1                                                       | Найдо Лариса Анатоліївна     | 02.11.2010            | вища    | позапартійна                                  | Сеньківська сільська рада, бухгалтер               |
| 4                                                       | Косякіна Ніна Анатоліївна    | 02.11.2010            | вища    | позапартійна                                  | фельдшерсько-акушерський пункт, завідувачка        |
| Партія регіонів                                         |                              |                       |         |                                               |                                                    |
| 2                                                       | Косякін Юрій Савелійович     | 02.11.2010            | вища    | позапартійний                                 | Сільський будинок культури, директор               |
| 3                                                       | Калівошко Олена Миколаївна   | 02.11.2010            | вища    | член Партії регіонів                          | Сеньківська сільська рада, секретар                |
| 5                                                       | Митникова Марина Петрівна    | 02.11.2010            | середня | член Партії регіонів                          | Чернігівська регіональна ТПП, техпрацівник         |
| 7                                                       | Голован Олена Анатоліївна    | 02.11.2010            | вища    | позапартійна                                  | Магазин с. Сеньківка, продавець                    |
| Політична партія Всеукраїнське об'єднання «Батьківщина» |                              |                       |         |                                               |                                                    |
| 6                                                       | Зуборева Світлана Вікторівна | 02.11.2010            | середня | член Всеукраїнського об'єднання «Батьківщина» | тимчасово не працює                                |
| Самовисування                                           |                              |                       |         |                                               |                                                    |
| 8                                                       | Муштак Анатолій Анатолійович | 02.11.2010            | середня | позапартійний                                 | тимчасово не працює                                |
| 9                                                       | Зюзіна Тетяна Михайлівна     | 02.11.2010            | вища    | член Соціалістичної партії України            | тимчасово не працює                                |
| 10                                                      | Бистревська Лариса Сергіївна | 02.11.2010            | вища    | позапартійна                                  | ВАТ «Городнянський маслозавод», приймальник молока |
| 11                                                      | Біла Наталія Василівна       | 02.11.2010            | середня | позапартійна                                  | тимчасово не працює                                |
| 12                                                      | Кисіль Марія Іванівна        | 02.11.2010            | середня | позапартійна                                  | пенсіонер                                          |